# Montauban-de-Bretagne
Montauban-de-Bretagne (tiếng Breton: Menezalban, Gallo: Montauban) là một xã của tỉnh Ille-et-Vilaine, thuộc vùng Bretagne, miền tây bắc nước Pháp.
Previously known as «Montauban», the name was changed to «Montauban-de-Bretagne» in 1995.

## Dân số
Người dân ở Montauban-de-Bretagne được gọi là Montalbanais.
Theo điều tra dân số năm 1999, xã này có số dân là 4.042 người.
Dân số ước tính vào năm 2007 là 4.409 người.